# Lacertaspis
Lacertaspis is een geslacht van hagedissen uit de familie skinken (Scincidae). 

## Naam en indeling
De wetenschappelijke naam van de groep werd voor het eerst voorgesteld door Jean-Luc Perret in 1843. Er zijn vijf soorten, veel soorten behoorden eerder tot het geslacht Panaspis.

## Verspreidingsgebied
De verschillende soorten komen voor in delen van Centraal-Afrika en leven in de landen Centraal-Afrikaanse Republiek, Congo-Brazzaville, Equatoriaal-Guinea (Bioko), Gabon, Kameroen en Zaïre.

## Soorten
Het geslacht omvat de volgende soorten, met de auteur en het verspreidingsgebied.
| Naam                     | Auteur                | Verspreidingsgebied                                                               |
| ------------------------ | --------------------- | --------------------------------------------------------------------------------- |
| Lacertaspis chriswildi   | Böhme & Schmitz, 1996 | Kameroen                                                                          |
| Lacertaspis gemmiventris | Sjöstedt, 1897        | Kameroen, Equatoriaal-Guinea (Bioko)                                              |
| Lacertaspis lepesmei     | Angel, 1940           | Kameroen                                                                          |
| Lacertaspis reichenowi   | Peters, 1874          | Centraal-Afrikaanse Republiek, Equatoriaal-Guinea (Bioko), Gabon, Kameroen, Zaïre |
| Lacertaspis rohdei       | Müller, 1910          | Kameroen, Gabon, Congo-Brazzaville                                                |